# Nalbandyan
Nalbandyan är en ort i Armenien.   Den ligger i provinsen Armavir, i den västra delen av landet, 50 km väster om huvudstaden Jerevan. Nalbandyan ligger 870 meter över havet och antalet invånare är 4 019.
Terrängen runt Nalbandyan är platt, och sluttar österut. Närmaste större samhälle är Armavir, 11,1 km norr om Nalbandyan.
Trakten runt Nalbandyan består till största delen av jordbruksmark. Runt Nalbandyan är det ganska tätbefolkat, med 248 invånare per kvadratkilometer.